# Christian Eggers

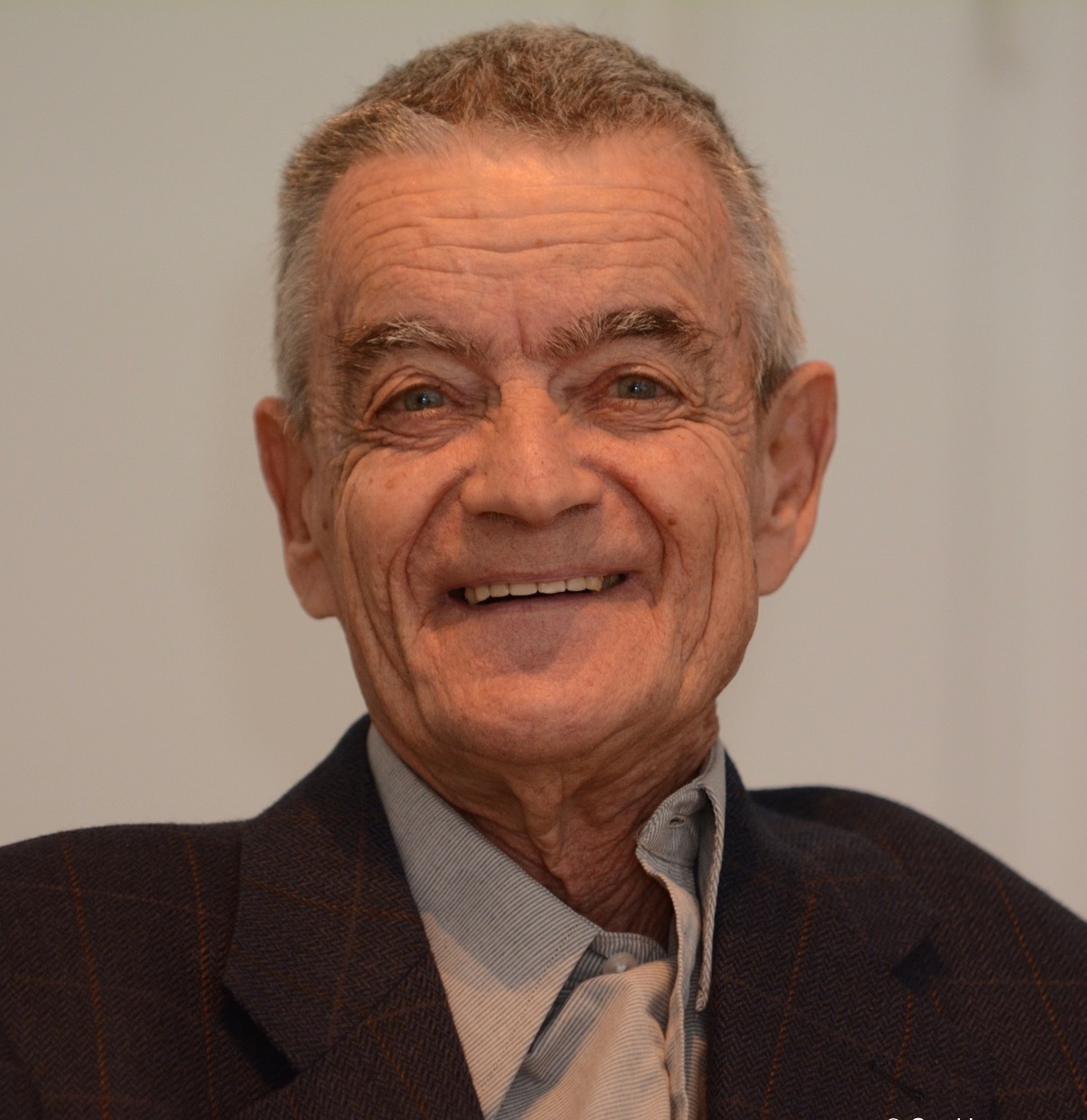
Christian Eggers (2014)

Christian Eggers (* 15. September 1938 in Geislingen; † 10. Januar 2020 in Essen) war ein deutscher Kinder- und Jugendpsychiater sowie Facharzt für Kinderheilkunde. Am Universitätsklinikum Essen war er Gründungsdirektor der Klinik für Kinder- und Jugendpsychiatrie und baute die jugendpsychiatrische Versorgung in Essen und dem Ruhrgebiet maßgeblich mit aus.

## Leben
Christian Eggers, geboren in Geislingen (heute Geislingen an der Steige), ist der Sohn des Diplom-Chemikers Hans Eggers (1905–1996) und von Gertrud Helene Lilly Eggers, geborene Schmidt-Lauenstein (1902–1976) – beide entstammten Kaufmannsfamilien aus Celle und Bremen. Hans Eggers, ein Ururgroßenkel von C. C. Lauenstein, war evangelisch; ihm waren infolge seiner Weigerung, in die NSDAP einzutreten, leitende Stellen etwa im Reichspatentamt oder Battelle-Institut verwehrt geblieben.
Das erste Kind, Tochter Bärbel, blieb geistig zurück. Christian Eggers kam zu früh zur Welt, wurde als „nicht lebensfähig“ beurteilt. So stellte er von früher Kindheit an seine Berechtigung zum Leben infrage.
Im Jahr 1958 nahm Eggers das Studium an der Albert-Ludwigs-Universität Freiburg auf. Er schätzte vor allem Forscher wie Otto Koehler, Friedrich Oehlkers und Fritz Pringsheim. Zudem studierte er in Montpellier. Eggers’ Vertrauensdozent als Stipendiat der Studienstiftung des Deutschen Volkes.
Ab 1962 studierte Eggers in Marburg und begann 1963 die Famulatur – zuerst am pathologischen Institut des Klinikums Bremen-Mitte, dann am Wissener St. Antonius Krankenhaus und schließlich in der Kinderklinik der Philipps-Universität Marburg. 1965 bestand Eggers das Staatsexamen. Während der darauffolgenden Assistentenzeit an der Marburger Kinderpsychiatrischen Klinik begann er seine Dissertation, die später mit magna cum laude bewertet wurde: Er untersuchte den Krankheitsverlauf schizophrener Psychosen mit sehr frühem Krankheitsbeginn (Erkrankungsalter zwischen sieben und 14 Jahren) bei 57 Patienten, die inzwischen das Erwachsenenalter erreicht hatten.
Aus seiner Untersuchung entstand acht Jahre später die Monografie Verlaufsweisen kindlicher und präpuberaler Schizophrenien. Nach der Approbation und der Promotion zum Dr. med. begann Eggers 1967 eine Ausbildung als Kinderarzt an der Kinderklinik des Universitätsklinikums Heidelberg bei Horst Bickel, wo er sich 1974 für das Fach Pädiatrie habilitierte. 1975 wechselte er Fachgebiet und Universität: Er nahm eine Assistententätigkeit am Universitätsklinikum Tübingen an, in der Abteilung für Kinder- und Jugendpsychiatrie unter der Leitung von Reinhart Lempp.
Seit 1979 war er ordentlicher Professor für Kinder- und Jugendpsychiatrie in Essen. Er lebte in Heidhausen (Essen).

## Leistungen
- 1979 bis 2004 Direktor der Klinik für Kinder- und Jugendpsychiatrie am Universitätsklinikum Essen
- 1984 Gründung Essener Verein für Sozialtherapie e.V. als Träger der therapeutischen Wohngruppen
- 1997 Gründung der Prof. Dr. Eggers-Stiftung
- 2006 Entwicklung des Sonderlehrgangs (Prof.-Eggers-Lehrgang) mit der Volkshochschule Essen

## Auszeichnungen
- Verdienstkreuz 1. Klasse des Verdienstordens der Bundesrepublik Deutschland (2015)
- Antistigmapreis DGPPN (Deutsche Gesellschaft für Psychiatrie und Psychotherapie) (2015)
- Ehrenpreis für soziales Engagement vom Landschaftsverband Rheinland (2011)
- Förderpreis für Inklusion von der Arbeitsgemeinschaft Gemeinde-Psychiatrie im Rheinland (2013)
- Förderpreis der Stiftung Help an Hope in der Kategorie Betreuung

## Veröffentlichungen (Auswahl)
- Verlaufsweisen kindlicher und präpuberaler Schizophrenien (= Monographien aus dem Gesamtgebiete der Psychiatrie. Band 9). Springer-Verlag, Berlin / Heidelberg / New York 1973, ISBN 3-662-13372-5.
- mit Horst Bickel: Prä-, peri- und postnatal bedingte Schwachsinnsformen. In: Ergebnisse der Inneren Medizin und Kinderheilkunde. Band 34. Springer-Verlag, Berlin / Heidelberg / New York 1974, ISBN 3-540-06519-9.
- Die kindliche Depression unter entwicklungspsychologischen Aspekten. In: Acta Paedopsychiatrica. Band 46, Nr. 5–6, Februar 1981, S. 263–273.
- Schwachsinn. In: U. H. Peters (Hrsg.): Enzykloplädie: Psychologie des 20. Jahrhunderts. Band 10. Kindler-Verlag, Zürich 1980.
- Kinder- und jugendpsychiatrische Pharmakotherapie. 1983.
- mit Joest Martinius und Gerhardt Nissen: Kinder- und jugendpsychiatrische Pharmakotherapie. Springer-Verlag, Berlin / Heidelberg / New York 1984, ISBN 3-540-12520-5.
- Bindungen und Besitzdenken beim Kleinkind. 1984.
- Beziehungen zwischen kindlichen Psychosen und Psychosen des Erwachsenenalters. In: Reinhart Lempp (Hrsg.): Psychische Entwicklung und Schizophrenie. Huber-Verlag, Bern/Stuttgart/Toronto 1984.
- Konvergentes Zusammenwirken neurobiologischer und entwicklungspsychologischer Bindungsfaktoren: Reizschutzmodell der Schizophreniegenese. In: Werner Janzarik (Hrsg.): Persönlichkeit und Psychose. Enke, Stuttgart 1988.
- Störungen des Ich-Erlebens und der Realitätseinschätzung. In: H. Remschmidt, M. H. Schmidt (Hrsg.): Kinder- und Jugendpsychiatrie in Klinik und Praxis. Thieme-Verlag, Stuttgart / New York 1988.
- mit Detlef Bunk und Renate Schepker: Rezeption jugendpsychiatrischer Gerichtsgutachten durch die Täter. In: R. du Bois (Hrsg.): Praxis und Umfeld der Kinder- und Jugendpsychiatrie. Huber-Verlag, Bern/Stuttgart/Toronto 1989, ISBN 3-456-81842-4.
- Psychische Folgeschäden nach Lagerhaft bis in die dritte Generation. In: Deutsches Ärzteblatt. Band 87, Nr. 9, 1990, S. 501–503.
- Entwicklungspsychologische Aspekte der Anhedonie. In: H. Heimann (Hrsg.): Anhedonie. Verlust der Lebensfreude. Ein zentrales Phänomen psychischer Störungen. Fischer-Verlag, Stuttgart / New York 1990.
- Schizophrenia and Youth: Etiology and Therapeutic Consequences. Springer-Verlag, Berlin/Heidelberg 1991, ISBN 3-662-02684-8.
- mit Detlef Bunk: Langzeitwirkung von frühkindlichen Traumen am Beispiel der Kinder von Naziverfolgten. In: F. Proustka, U. Lehmkuhl (Hrsg.): Gefährdung der kindlichen Entwicklung. Quintessenz, München 1993, ISBN 3-86128-142-2.
- mit Reinhart Lempp, Gerhardt Nissen und Peter Strunk: Lehrbuch der allgemeinen und speziellen Kinder- und Jugendpsychiatrie. 7. Auflage. Springer-Verlag, Heidelberg / Tokyo / New York 1994, ISBN 3-642-16579-6.
- Fremdenfeindliche Gewalt und Ausländerhaß bei Kindern und Jugendlichen. In: E. Koch, M. Özek, W. M. Pfeiffer (Hrsg.): Psychologie und Pathologie der Migration. Deutsch-türkische Perspektiven. Lambertus-Verlag, Freiburg 1995.
- Thesen zur Gewalt und Ausländerhaß bei deutschen Jugendlichen. In: H. Brodorotti, Ch. Stockmann (Hrsg.): Rassismus und deutsche Asylpolitik – Deutschland wohin?! IKO-Verlag für Interkulturelle Kommunikation, Frankfurt 1995.
- Selbstlosigkeit als Ursache für ausländerfeindliche Gewalt. In: Neue Sammlung. Band 36, 1996, ISSN 0028-3355.
- mit Detlef Bunk: Die Bedeutung beziehungsdynamischer Faktoren für die Psychopathogenese von im Kindesalter Naziverfolgter. In: Fortschritte Neurologie Psychiatrie. Band 36, 1996, S. 245–258.
- Reizschutzmodell der Frühschizophrenie: ein integrativer ätiologischer und therapeutischer Ansatz. In: Praxis der Kinderpsychologie und Kinderpsychiatrie. Band 47, Vandenhoeck & Ruprecht, Göttingen 1998.
- Schizophrenie des Kindes- und Jugendalters. Medizinisch wissenschaftliche Verlagsgesellschaft, Berlin 2011, ISBN 978-3-941468-39-9.
- mit Jörg M. Fegert und Frank Resch: Psychiatrie und Psychotherapie des Kindes- und Jugendalters. 2. Auflage. Springer-Verlag, Berlin/Heidelberg 2012, ISBN 978-3-642-19846-5.
- Ein Lebenswerk für psychisch erkrankte Kinder und Jugendliche. Paranus Verlag, Neumünster 2015.